# سیارک ۱۸۲۳۹
سیارک ۱۸۲۳۹ (به انگلیسی: 18239 Ekers، نامگذاری:1251T-2) هجده هزار و دویست و سی و نهمین سیارک کشف شده‌است که در ۲۹ سپتامبر ۱۹۷۳ کشف شد.
قدر مطلق سیارک برابر ۲۵.۷ است.